# Haliika, Zinkiv
Haliika (în ucraineană Галійка) este un sat în comuna Pokrovske din raionul Zinkiv, regiunea Poltava, Ucraina.

## Demografie
Componența lingvistică a localității Haliika
     Ucraineană (98,15%)
     Rusă (1,85%)
Conform recensământului din 2001, majoritatea populației localității Haliika era vorbitoare de ucraineană (98,15%), existând în minoritate și vorbitori de rusă (1,85%).